# La ambiciosa (telenovela)
La ambiciosa es una telenovela mexicana que se transmitió por el Canal 4 de Telesistema Mexicano de Televisa en 1960. Dirigida por Raúl Astor y protagonizada por Kitty de Hoyos.

## Elenco
- Kitty de Hoyos
- Carlos Cores
- Silvia Suárez
- Antonio de Hud
- José Baviera
- José Suárez
- Judy Ponte
- Tony Carbajal
- Rafael Llamas

## Producción
- Historia Original: Raúl Astor
- Adaptación: Raúl Astor
- Director: Raúl Astor
- Producción: Telesistema Mexicano

## Otros datos
- La telenovela está grabada en blanco y negro.